# Kanton Issy-les-Moulineaux-Ouest
Kanton Issy-les-Moulineaux-Ouest is een voormalig kanton van het Franse departement Hauts-de-Seine. Kanton Issy-les-Moulineaux-Ouest maakte deel uit van het arrondissement Boulogne-Billancourt en telde 34.120 inwoners (1999).
Het werd opgeheven bij decreet van 24 februari 2014, met uitwerking in maart 2015.

## Gemeenten
Het kanton Issy-les-Moulineaux-Ouest omvatte de volgende gemeenten:
- Issy-les-Moulineaux (deels, hoofdplaats)
- Meudon (deels)